# فيكتور بونتا
فيكتور بونتا (بالرومانية:Victor Ponta) (ولد 20 سبتمبر 1972). محامي وسياسي روماني. وعضو في الحزب الديمقراطي الاجتماعي (PSD) ورئيسه مُنذ عام 2010، خلف إميل بوك كرئيس وزراء رومانيا في مايو 2012، استقال من منصبه في يوم 4 نوفمبر 2015 بعد خلفية حريق نادي كوليكتيف وألأذي حصل في 30 أكتوبر 2015.

## وصلات خارجية
- فيكتور بونتا على موقع IMDb (الإنجليزية)
- فيكتور بونتا على موقع الموسوعة البريطانية (الإنجليزية)
- فيكتور بونتا على موقع مونزينجر (الألمانية)

- الموقع الرسمي
- الملف الشخصي في غرفة الرومانية من موقع النواب نسخة محفوظة 1 مارس 2021 على موقع واي باك مشين.